# Неконтактные народы

Страны и регионы, в которых проживают неконтактные народы.

Неконта́ктные наро́ды — народы, которые не поддерживают контактов с внешним миром и современной цивилизацией.

## История
На начало XXI века таких неконтактных народов осталось очень мало. Информация о них поступает в основном из рассказов соседних с ними народов или, например, с аэрофотоснимков.
В научном сообществе существуют различные мнения относительно дальнейшей судьбы таких народов: некоторые учёные считают, что с ними необходимо всё же установить контакт, другие же придерживаются точки зрения, что они должны оставаться в изоляции. В качестве одного из аргументов против установления их контактов с цивилизацией высказывается опасение, что после контакта такие народы могут погибнуть от болезней, которыми ранее не болели их представители (и, соответственно, не имеют к ним иммунитета) или же пристраститься к табаку и алкоголю.
Из-за отсутствия полноценных контактов с изолированными народами информации о них очень мало, часто неизвестны даже их самоназвания. Сколько именно в современном мире осталось неконтактных народов, неизвестно. Тем не менее, по некоторым оценкам, на сегодняшний день их насчитывается не менее 100. К ним, в частности, можно отнести следующие племена (некоторые из них уже фактически перестали быть неконтактными):
- сентинельцы, проживающие на Северном Сентинельском острове архипелага Андаманские острова в Бенгальском заливе Индийского океана (формально — часть Индии; строго неконтактные, крайне враждебные к чужакам);
- племя рук[англ.] народности тьыт (Chứt) во вьетнамской провинции Куангбинь, обнаруженное в 1959 году[5];
- около 44 групп, населяющих территорию Новой Гвинеи[4];
- некоторые племенные группы индейского народа Парагвая айорео[англ.][6];
- тагаери и тароменане, племена, относящиеся к индейской народности ваорани в Эквадоре (живут в национальном парке Ясуни);
- колумбийское племя карабайо;
- племя пирахан в западной Амазонии (не являются строго неконтактными, в отличие от сентинельцев)
- некоторые группы амазонских индейских племён ава и гуайя;
- индейский народ юруреи из Бразилии;
- кочевое племя кавахива в бразильском штате Мату-Гросу;
- боливийский индейский народ торомона;
- народности киринери и нанте, которые живут в заповеднике Науа-Кугапакори в Перу.

Есть также множество народов и племён, которые ранее были изолированы, но позже начали контактировать с цивилизацией. Например, народ джарава, живущий на Андаманских островах, который в конце 1990-х годов стал своего рода туристической достопримечательностью. Связь с цивилизацией привела в том числе к негативным последствиям — распространению неизвестных ранее болезней и наркомании, из-за чего большая часть народа погибла. Другим примером может служить «Девятка пинтуби», которые были, вероятно, последними представителями австралийских аборигенов, ведущими полностью традиционный образ жизни, а затем также решили перейти к контактам с цивилизацией и оседлости. Бывает, что территория народов, которые всё-таки пошли на контакт, затем преобразовывается в своего рода этнический резерват для защиты их уникальной культуры. Так было, в частности, в случае с индейцами ваорани, некоторые группы которых продолжают жить в полной изоляции.